# Estadio Gigante de Arroyito
Das Estadio Gigante de Arroyito ist ein Fußballstadion in der Stadt Rosario, (Provinz Santa Fe) in Argentinien. Das städtische Stadion ist die Heimstätte des Fußballvereins CA Rosario Central. Zeitweise wurde es zu Ehren des Politikers Lisandro de la Torre nach ihm benannt. Das Stadion verfügt über eine Kapazität von 41.654 Plätzen.
Die Sportstätte wurde in den Jahren 1927 bis 1929 erbaut. Sie wurde mehrmals renoviert und mit weiteren Maßnahmen an die gestiegenen Anforderungen der FIFA angepasst. Während der Fußball-Weltmeisterschaft 1978 wurden sechs Partien im Stadion ausgetragen, davon alle drei Spiele der zweiten Runde mit Teilnahme der Albiceleste in den Partien gegen Polen, Brasilien und Peru.
Während der Austragung der Copa América 1987 in Argentinien wurden drei Partien im Stadion ausgetragen. Dabei trafen in der Vorrundengruppe C die drei Nationalmannschaften von Paraguay, Bolivien und Kolumbien aufeinander.